# Трајон (Џорџија)
Трајон (енгл. Trion) град је у америчкој савезној држави Џорџија. По попису становништва из 2010. у њему је живело 1.827 становника.

## Демографија
Према попису становништва из 2010. у граду је живело 1.827 становника, што је 166 (8,3%) становника мање него 2000. године.
| Група             | 2000.         | 2010.         |
| Белци             | 1.654 (83,0%) | 1.355 (74,2%) |
| Афроамериканци    | 56 (2,8%)     | 38 (2,1%)     |
| Азијати           | 8 (0,4%)      | 18 (1,0%)     |
| Хиспаноамериканци | 264 (13,2%)   | 383 (21,0%)   |
| Укупно            | 1.993         | 1.827         |